# Pezinská Baba

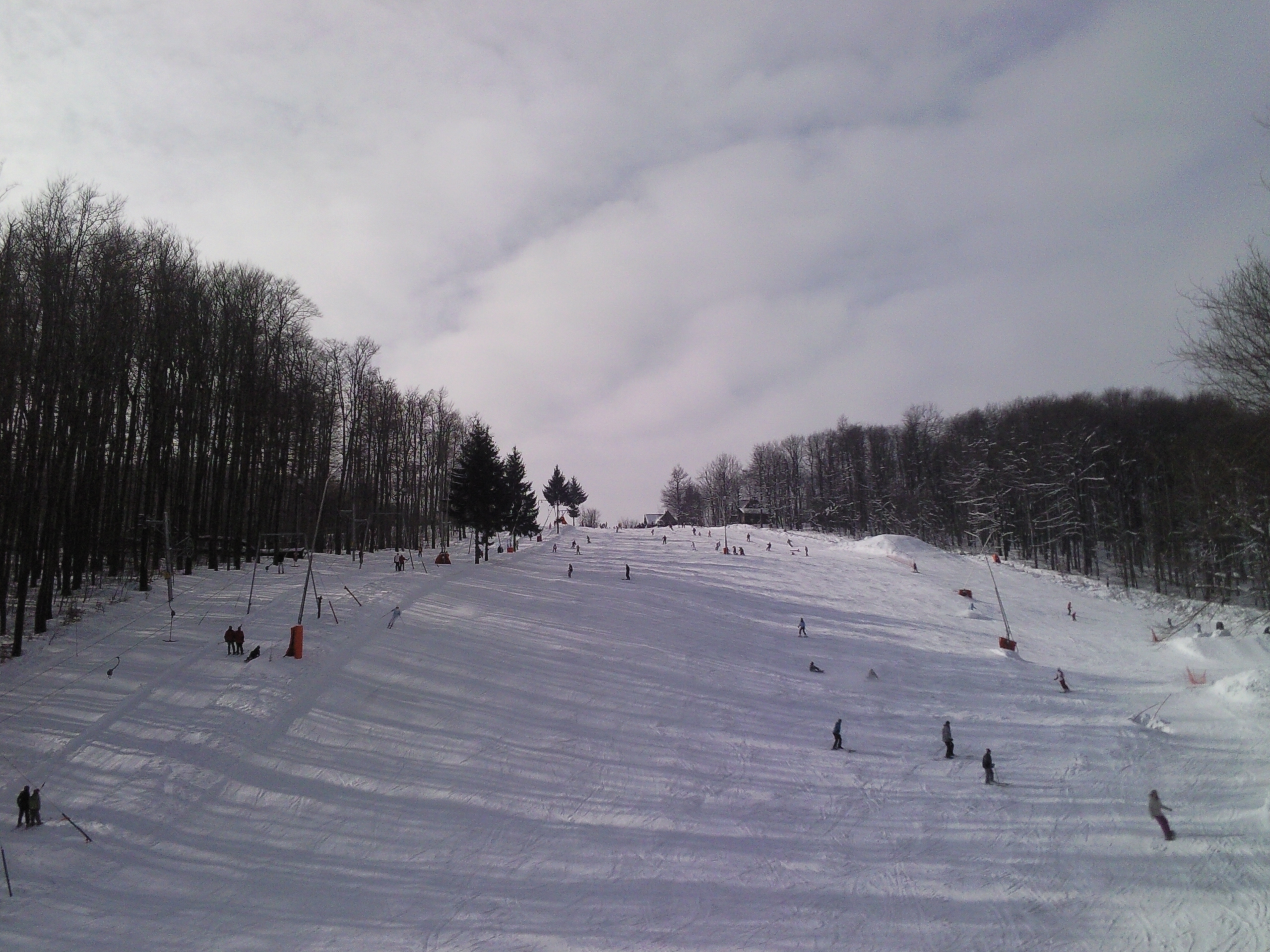
Jedna z nartostrad na Pezinskiej Babie

Pezinská Baba – ośrodek narciarski w paśmie Małych Karpat na wysokości 527 m n.p.m., w odległości 12 km od Pezinoku, pod przełęczą Baba.
Znajdują się tu 3 trasy narciarskie o długości 500, 700 i 100 m oraz 5 wyciągów o wydajności 3 120 osób na godzinę. Są tu narciarskie trasy biegowe o długości 1, 2 i 5 km i trasa saneczkowa.